# Kelteminarcultuur
De Kelteminarcultuur (of Kaltaminorcultuur, Oezbeeks: Kaltaminor madaniyati) was een neolithische cultuur van 5500 tot 3500 v.Chr. in de omgeving van het Aralmeer, de woestijnen Karakum en Kyzylkum en de delta's van de rivieren de Amu Darja en de Zeravshan op het grondgebied van het huidige Kazachstan, Turkmenistan en Oezbekistan. De Kelteminarcultuur werd opgevolgd door de Tazabagjabcultuur.
De cultuur werd in 1939 ontdekt en beschreven door S.P. Tolstov. Ze is vernoemd naar het Kaltaminormeer (Oezbeeks: Kaltaminor koʻli) nabij To‘rtko‘l in Oezbekistan, waarbij de eerste vondsten gedaan werden (41° 38′ NB, 61° 3′ OL). 
Wetenschappers stellen dat de Kelteminarcultuur een belangrijke invloed had op de kamkeramiekcultuur en andere subneolithische culturen van Oost-Europa en Zuid-Siberië, zoals de Boborykinocultuur. Door Sovjet-geleerden werd zij dan ook voorgesteld als mogelijke oorsprong van de Oeraalse talen, en daardoor als een argument tegen het bestaan van een Indo-Europese Urheimat in Centraal-Azië.
Tijdens de warme, vochtige periode van het Atlanticum trokken rond 6000-4000 v.Chr. mesolithische groepen uit het Hisor-gebied (Tadzjikistan) naar dit gebied. Deze groepen brachten de pijl-en-boog en de hond.
De Kelteminar-mensen leefden van jagen, verzamelen en vissen. De mensen woonden met de hele stamgemeenschap van ongeveer 100-120 personen in grote huizen (24m x 17m en hoogte 10 m). Ze versierden zich met kralen gemaakt van schelpen. Ze vervaardigden stenen bijlen en kleine trapeziumvormige vuurstenen pijlpunten. Voor het koken gebruikten ze keramische vaten geproduceerd zonder pottenbakkersschijf. Na verloop van tijd namen zij de veeteelt aan.
De begraafplaats Toemek-Kitsjidzjik in het noorden van Turkmenistan omvat individuele graven in kuilen met het lichaam in rugligging, armen langs het lichaam en NO of NW gericht. Het individu werd vaak bedekt met oker, sieraden en vuurstenen gereedschappen.